# Primi ministri del Ciad
I primi ministri del Ciad dal 1978 (data di istituzione della carica) sono i seguenti.

## Lista
| Primo ministro                                       | Primo ministro | Primo ministro               | Partito                                                 | Elezione | Mandato          | Mandato          |
| Primo ministro                                       | Primo ministro | Primo ministro               | Partito                                                 | Elezione | Inizio           | Fine             |
| ---------------------------------------------------- | -------------- | ---------------------------- | ------------------------------------------------------- | -------- | ---------------- | ---------------- |
|                                                      |                | Hissène Habré                | Fronte di Liberazione Nazionale del Ciad                |          | 29 agosto 1978   | 23 marzo 1979    |
| Carica vacante (dal 23 marzo 1979 al 19 maggio 1982) |                |                              |                                                         |          |                  |                  |
|                                                      |                | Djidingar Dono Ngardoum      | Raggruppamento per l'Unità e la Democrazia in Ciad      |          | 19 maggio 1982   | 19 giugno 1982   |
| Carica vacante (dal 19 giugno 1982 al 4 marzo 1991)  |                |                              |                                                         |          |                  |                  |
|                                                      |                | Jean Alingué Bawoyeu         | Unione per la Democrazia e la Repubblica                | 1990     | 4 marzo 1991     | 20 maggio 1992   |
|                                                      |                | Joseph Yodoyman              | Alleanza Nazionale per la Democrazia e il Rinnovamento  |          | 20 maggio 1992   | 7 aprile 1993    |
|                                                      |                | Fidèle Moungar               | Azione Ciadiana per l'Unità e il Socialismo             |          | 7 aprile 1993    | 6 novembre 1993  |
|                                                      |                | Delwa Kassiré Koumakoye      | Raggruppamento Nazionale per lo Sviluppo e il Progresso |          | 6 novembre 1993  | 8 aprile 1995    |
|                                                      |                | Koibla Djimasta              | Unione per la Democrazia e la Repubblica                |          | 8 aprile 1995    | 17 maggio 1997   |
|                                                      |                | Nassour Guelendouksia Ouaido | Movimento Patriottico di Salvezza                       | 1997     | 17 maggio 1997   | 13 dicembre 1999 |
|                                                      |                | Nagoum Yamassoum             | Movimento Patriottico di Salvezza                       |          | 13 dicembre 1999 | 12 giugno 2002   |
|                                                      |                | Haroun Kabadi                | Movimento Patriottico di Salvezza                       | 2002     | 12 giugno 2002   | 24 giugno 2003   |
|                                                      |                | Moussa Faki                  | Movimento Patriottico di Salvezza                       |          | 24 giugno 2003   | 3 febbraio 2005  |
|                                                      |                | Pascal Yoadimnadji           | Movimento Patriottico di Salvezza                       |          | 3 febbraio 2005  | 23 febbraio 2007 |
|                                                      |                | Adoum Younousmi              | Movimento Patriottico di Salvezza                       |          | 23 febbraio 2007 | 26 febbraio 2007 |
|                                                      |                | Delwa Kassiré Koumakoye      | Raggruppamento Nazionale per lo Sviluppo e il Progresso |          | 26 febbraio 2007 | 15 aprile 2008   |
|                                                      |                | Youssouf Saleh Abbas         | Indipendente                                            |          | 15 aprile 2008   | 5 marzo 2010     |
|                                                      |                | Emmanuel Nadingar            | Movimento Patriottico di Salvezza                       | 2011     | 5 marzo 2010     | 21 gennaio 2013  |
|                                                      |                | Djimrangar Dadnadji          | Movimento Patriottico di Salvezza                       |          | 21 gennaio 2013  | 21 novembre 2013 |
|                                                      |                | Kalzeubet Pahimi Deubet      | Movimento Patriottico di Salvezza                       |          | 21 novembre 2013 | 13 febbraio 2016 |
|                                                      |                | Albert Pahimi Padacké        | Raggruppamento Nazionale per la Democrazia in Ciad      |          | 13 febbraio 2016 | 4 maggio 2018    |
| Carica abolita (dal 4 maggio 2018 al 2021)           |                |                              |                                                         |          |                  |                  |
|                                                      |                | Albert Pahimi Padacké        | Raggruppamento Nazionale per la Democrazia in Ciad      |          | 26 aprile 2021   | 12 ottobre 2022  |
|                                                      |                | Saleh Kebzabo                | Unione Nazionale per la Democrazia e il Rinnovamento    |          | 12 ottobre 2022  | 1º gennaio 2024  |
|                                                      |                | Succès Masra                 | Les Transformateurs                                     |          | 1º gennaio 2024  | 23 maggio 2024   |
|                                                      |                | Allamaye Halina              | Indipendente (Movimento Patriottico di Salvezza)        | 2024     | 23 maggio 2024   | in carica        |